# Зілгалов Василь Олексійович
Василь Зілгалов — український журналіст, письменник, блогер, науковець.

## Життєпис
Закінчив історичний факультет. Викладав методологію історії. Підготував дві дисертації.
Журналістом став з 1969 року, після вторгнення радянських військ до Праги.
Співпрацював на Радіо Свобода з 1989 року. Переїхав з Мюнхена до Праги у березні 1995 року.
Працював доцентом в Ужгородському національному університеті.
Один з лідерів Закарпатської крайової історико-просвітницької організації «Меморіал».

## Праці
Опублікував роботи з історії політичної публіцистики, книги з історії українських міст, дослідження про Василя Пачовського, з історії української еміграції.
Нині широко друкується в українській пресі: «Українська правда», «День», «Україна Молода» та ін.